# Colombia (kommun)
Colombia är en kommun i Colombia.   Den ligger i departementet Huila, i den centrala delen av landet, 150 km sydväst om huvudstaden Bogotá. Antalet invånare är 11 173.